# Sis escenes de ballet
Sis escenes de ballet: Simfonia coreogràfica per a orquestra, op. 113, fou compost per Mieczysław Weinberg el 1973.

## Moviments
- I.Allegro molto
- II.Adagio
- III.Allegretto
- IV.Adagio - Moderato
- V.Adagio
- VI.Presto

## Origen i context
Les Sis escenes de ballet són notablement heterogènies, basant-se en transcripcions del ballet en tres actes de Weinberg de 1958, mai representat, titulat El crisantem blanc. El ballet, amb un guió escrit per A. Rumnev i J. Romanovich, gira entorn d'una jove anomenada Hanako, que queda cega a Hiroshima. Dotze anys més tard, els metges soviètics li restitueixen la visió durant el Sisè Festival Mundial de la Joventut a Moscou, i es retroba amb el seu estimat, Taro.
Com que no s'ha descobert cap partitura completa, és possible que Weinberg deixés El crisantem blanc sense orquestrar, pendent d'una confirmació de representació que mai va arribar. La correspondència arxivada del compositor indica un contracte per al ballet amb el Teatre Stanislavski de Moscou i el director Vladímir Nemiróvitx-Dàntxenko, però les tensions polítiques entre el Japó i la Unió Soviètica van interferir amb el projecte des del principi, i Weinberg va deixar incompleta la partitura.
Weinberg va reutilitzar fragments d'aquesta obra per crear les Sis escenes de ballet, orquestrant-les com a Simfonia coreogràfica el juliol de 1973. Aquesta composició, d'uns trenta minuts de durada, combina els fragments del ballet amb nou material en un context musicalment ric i orquestracions inusuals. Considerada massa avançada per als estàndards de la música soviètica de l'època, no va obtenir l'aprovació necessària i va romandre inèdita fins a la seva gravació el 2015.

## Anàlisi musical
Igual que l'Onzena Simfonia, la partitura és estilísticament heterogènia, amb transcripcions d'El crisantem blanc juxtaposades amb estudis modernistes, creant un efecte desconcertant. En un manuscrit autògraf de les Escenes de Ballet, Weinberg va afegir el títol "Simfonia coreogràfica", com un suggeriment que la música es podria considerar independent de qualsevol escenificació.